# Котлов, Николай Демьянович
Николай Демьянович Котлов (1905, Ивановская область — 11.07.1958) — заведующий свиноводческой фермой колхоза имени Фрунзе Родниковского района Ивановской области.

## Биография
Родился в 1905 году в деревне Федорково Родниковского района Ивановской области в крестьянской семье.
До организации в 1930 году колхоза имени Фрунзе работал пастухом. После окончания специальных курсов был назначен на должность заведующего животноводством хозяйства, одновременно являясь заведующим свиноводческой фермой.
Участник Великой Отечественной войны.После демобилизации вернулся на родину. Активно участвовал в восстановлении колхозного хозяйства. По инициативе председателя колхоза Г. Е. Задорова было решено организовать в колхозе свиноферму, откорм поросят. Н. Д. Котлов для изучения опыта ездил в Муромский район Владимирской области. Вернувшись, тот познакомил правление с расчетами свинооткорма, рационами кормления, привел данные о рентабельности. Был назначен заведующим свиноводческой фермой.
В соответствии с трехлетним планом развития животноводства, принятым партией и правительством, колхоз одновременно увеличивал поголовье крупного рогатого скота и птицы. Однако главный успех принесло свиноводство. Благодаря стараниям заведующего фермой Н. Д. Котлова и заботам ветфельдшера Я. Ф. Парюгина в 1950 году план прироста поголовья по каждому виду продуктивного скота и птицы был перевыполнен не менее чем на 50 процентов, а свинины было получено 24,6 тонны в живом весе на 2189 гектаров пашни.
Указом Президиума Верховного Совета СССР от 27 июня 1951 года за достижение высоких показателей в животноводстве Котлову Николаю Демьяновичу присвоено звание Героя Социалистического Труда с вручением ордена Ленина и золотой медали «Серп и Молот».
Этим же Указом высокое звание было присвоено председателю колхоза Георгию Евгеньевичу Задорову и ветеринарному фельдшеру Якову Федоровичу Парюгину.
Жил в деревне Федорково. До последних дней работал в колхозе. Скончался 11 июля 1958 года. Похоронен на сельском кладбище у деревни Тайманиха Родниковского района.
Награждён орденом Ленина, медалями.